# Ringo 2012
Ringo 2012 is het zeventiende studioalbum van Ringo Starr, uitgebracht op 30 januari 2012. In de Verenigde Staten is het een dag later uitgebracht. De muziek werd opgenomen in Los Angeles en gemixt in Engeland. Starr verzorgde de muzikale productie en werd bij het mixen geholpen door Bruce Sugar.
Het album is in drie versies uitgebracht, één met, één zonder bonus-dvd (waarop Ringo vertelt over het album, afgewisseld met studio- en concertfragmenten) en een gewone vinyl-uitgave.

## Nummers
| Nr. | Titel            | Schrijver(s)                    | Duur |
| --- | ---------------- | ------------------------------- | ---- |
| 1.  | Anthem           | Richard Starkey, Glen Ballard   |      |
| 2.  | Wings            | Richard Starkey, Vince Poncia   |      |
| 3.  | Think It Over    | Buddy Holly, Norman Petty       |      |
| 4.  | Samba            | Richard Starkey, Van Dyke Parks |      |
| 5.  | Rock Island Line | arr. door Richard Starkey       |      |
| 6.  | Step Lightly     | Richard Starkey                 |      |
| 7.  | Wonderful        | Richard Starkey, Gary Nicholson |      |
| 8.  | In Liverpool     | Richard Starkey, Dave Stewart   |      |
| 9.  | Slow Down        | Richard Starkey, Joe Walsh      |      |

## Musici
- Ringo Starr
- Michael Bradford
- Ann Marie Calhoun
- Matt Cartsonis
- Steve Dudas
- Charlie Haden

- Amy Keys
- Kelly Moneymaker
- Richard Page
- Van Dyke Parks
- Kenny Wayne Shepherd
- Dave Stewart

- Bruce Sugar
- Benmont Tench
- Joe Walsh
- Don Was
- Edgar Winter